# Reforger '88
Reforger '88 est un jeu vidéo de type wargame créé par Gary Grigsby et publié par Strategic Simulations en 1984 sur Apple II et Atari 8-bit. Le jeu simule l’offensive des forces du pacte de Varsovie en Europe de l’Ouest lors d’un conflit hypothétique contre  l'OTAN en 1988. Son titre est basé sur l'Exercise Reforger (en). Le joueur peut y affronter un autre joueur ou l'ordinateur. Dans ce dernier cas, il contrôle les forces de l'OTAN, dont l'objectif est de défendre Francfort et ses bases aériennes contre l'attaque imminente. Deux scénarios sont proposés. Dans le premier cas, les russes bénéficient de l’effet de surprise et les forces de l’OTAN n’ont donc pas le temps de s’organiser, alors que dans l’autre, ils disposent de suffisamment de temps pour préparer leur défense. Les deux armées s’affrontent sur un terrain divisé en cases hexagonales allant de Cassel (au nord) à Wurtzbourg (au sud). Les joueurs contrôlent des groupes pouvant contenir entre un et cinq régiments, brigades ou bataillons. Le jeu couvre la première année de ce conflit hypothétique. Il se déroule au tour par tour, chaque tour de jeu représentant douze heures d'opération. À chaque tour, de nombreuses actions sont disponibles. Il est ainsi possible de réorganiser ou de déplacer ses troupes, de créer de nouvelles bases de ravitaillement, de lancer des attaques aériennes, de bombarder une zone et  de détruire ou de construire des ponts. Le jeu prend également en compte la population civile qui, affolée, peu bloquer la circulation sur certains axes routiers.

## Trame
Reforger '88 retrace un conflit hypothétique entre l’URSS et l’OTAN qui fait suite à l’invasion, par les forces soviétiques, de la trouée de Fulda. Les évènements du jeu se déroulent en 1988 alors que douze divisions de l’armée soviétique tentent de prendre le contrôle de la base aérienne de Francfort, défendue par cinq divisions des armées des États-Unis et de l’Allemagne de l’Ouest,.

## Système de jeu
Reforger '88  est un wargame  qui simule, au niveau opérationnel, l’invasion de la trouée de Fulda par l’armée soviétique et la défense de la base aérienne de Francfort par les  États-Unis et l’Allemagne de l’Ouest,. Le jeu propose deux scénarios. Dans le premier, les soviétiques bénéficient de l’effet de surprise et les forces de l’OTAN n’ont donc pas le temps de s’organiser, alors que dans l’autre, ils disposent de suffisamment de temps pour préparer leur défense. Le joueur peut y affronter un autre joueur ou l’ordinateur, qui contrôle alors les forces soviétiques.
Les deux armées s’affrontent sur une carte, divisé en 32 × 31 cases hexagonales, qui couvre une région allant de Cassel (au nord) à Wurtzbourg (au sud). Les joueurs y contrôlent des groupes de combats qui peuvent contenir entre une et cinq unités représentant des régiments, des brigades ou des bataillons. Le jeu couvre la première année de ce conflit hypothétique et chaque tour de jeu représente douze heures d'opération. Au début de chaque tour, le joueur peut réorganiser ses groupes de combats en les combinant ou en contraire en les divisant en plusieurs groupes. Il peut ensuite déplacer ses troupes, créer de nouvelles bases d’approvisionnement, lancer des attaques aériennes, bombarder une zone et  détruire ou construire des ponts,. Une fois les ordres donnés, les déplacements et les combats sont simultanément exécuté par l’ordinateur. Comme la plupart des jeux de Gary Grigsby se déroulant sur un théâtre d’affrontement terrestre, le jeu prend en compte l’approvisionnement des unités. Les unités à court d’approvisionnement se retrouvent ainsi quasiment sans défense et ne peuvent plus se déplacer. Le jeu prend également en compte la gestion du support aérien via la phase d’allocation des missions aériennes. Lors de celle-ci, le joueur peut allouer des points de combat à son aviations pour tenter de gagner la supériorité aérienne. Le jeu prend enfin en compte la population civile qui, affolée, peu bloquer la circulation sur certains axes routiers.
Le vainqueur est déterminé par un système de point. Le joueur qui contrôle les soviétique doit ainsi en accumuler autant que possible alors que le joueur qui contrôle l’OTAN doit au contraire l’en empêcher. Des points sont attribués aux deux joueurs en fonction des unités ennemies qu’ils détruisent et des villes d’Allemagne de l’Ouest qu’ils contrôlent. Cependant, lorsque ces villes sont capturées par les soviétiques, le camp de l’OTAN ne regagne pas de points en les reprenant. Le camp soviétique reçoit de plus un important bonus de points lorsqu’il parvient à capturer la base aérienne de Francfort. À la fin de la partie, le total des points de l’OTAN sont soustraits du nombre de points des Soviétiques pour obtenir le score final.

## Accueil
| Reforger '88      |      |       |
| Média             | Nat. | Notes |
| Jeux et Stratégie | FR   | 4/5   |
| Tilt              | FR   | 5/6   |

À sa sortie,  Reforger '88 est salué par Jasper Sylvester dans le magazine Computer Gaming World. Celui-ci note tout d’abord qu’il bénéficie du « même niveau de recherche » et qu’il se révèle « aussi excitant » que les précédents titres de Gary Grigsby comme Guadacanal Campaign, Carrier Force, Objective: Kursk et War in Russia. Il juge en effet qu’il propose une combinaison intéressante de prise de décision au niveau tactique et stratégique, là ou la plupart des wargames se focalise uniquement sur l’un ou l’autre de ces aspects, et qu’il bénéficie de l’ajout de plusieurs fonctionnalités intéressantes. Il conclut en le décrivant comme un « excellent jeu », doté d’un système de jeu « fluide » et « facile à prendre en main » qui se révèle plaisant du début à la fin et qui devrait garantir de nombreuses heures de jeux. James Delson, du magazine Family Computing fait également une critique très positive du jeu, qu’il décrit d’abord comme une « simulation excitante et effroyablement réaliste ». Il estime en effet qu’il reflète de manière précise l’état de l’art, et les terrifiantes implications, des conflits modernes. Concernant son système de jeu, il juge ses règles complexes et note qu’il bénéficie d’un assortiment d’unités plus variés que dans la plupart des wargames. Il considère néanmoins qu’il reste malgré tout facile à utiliser, après quelques heures d’entrainement. Il conclut donc que, s’il est avant tout destiné aux wargamers expérimentés, pour qui il constitue une avancée dans le domaine, il peut néanmoins être essayé par les joueurs débutant compte tenu de la simplicité de son système de jeu. John F. Stanoch, du magazine Antic , juge au contraire que, vu sa complexité, le jeu est uniquement destiné aux joueurs expérimentés. Il note cependant que son côté excitant compense largement l’effort nécessaire pour le prendre en main.